# Notre-Dame de Grâce (icône)
Notre-Dame de Grâce (ou la Vierge de Cambrai) est une icône (35,7 × 25,7 cm) italo-byzantine de type éléousa (ou Vierge de Tendresse), réalisée vers 1340, et actuellement conservée à la cathédrale Notre-Dame de Grâce de Cambrai.
L'importance de cette œuvre dépasse également sa valeur esthétique : elle constitue un pont entre la tradition des icônes byzantines et le Quattrocento italien, et a inspiré les artistes flamands du XVe siècle, en devenant notamment un instrument privilégié de l'exaltation de la ferveur religieuse dans le but de collecter des fonds pour la reconquête de Constantinople.
Quand la peinture est amenée en 1450 de Rome à Cambrai, alors dans la partie du Saint-Empire romain germanique dirigée par les ducs de Bourgogne, elle est considérée comme de la main de saint Luc, saint patron des artistes, pour lequel Marie elle-même aurait posé. Elle est en conséquence traitée comme une relique suscitant immédiatement une réelle ferveur. Cette ferveur a été renouvelée au XXe siècle par son association au personnage de Bernadette Soubirous, et aux visions de celle-ci.

## Description
La peinture est réalisée a tempera sur un panneau de cèdre, doublé par un support moderne. Elle mesure 35,7 × 25,7 cm et est dans un bon état de conservation générale, malgré quelques retouches localisées. Elle est considérée par les spécialistes comme une icône éléousa, en raison de la tendresse avec laquelle est figurée la Vierge, qui en fait une sorte de portrait intime mettant en évidence la force du lien qui l'unit à son Enfant. Cette proximité et ce dévouement mutuel de la mère et l'enfant, issus de la tradition byzantine, s'accordent également aux idéaux du Quattrocento.
Sur un fond d'or et cadrée à la taille, Marie est vêtue d'une robe bleu foncé aux bordures dorées et rouges, qui lui couvre également les cheveux à la manière d'un voile. Deux rosaces dorées ornent cette robe, sur l'épaule droite et en haut du capuchon. Son front est également ceint d'une coiffe rouge formant bandeau. Par les manches de son manteau bleu dépassent celles d'une robe rouge, également ornée de bordures aux poignets. Ses yeux largement fendus en amande, son nez long et droit, sa bouche petite et son menton court lui confèrent une expression de douce mélancolie. Sa tête, inclinée vers sa gauche, vient se blottir contre la joue et le front de l'Enfant, presque comme dans un baiser. Le jeune garçon, délicatement soutenu par les deux mains aux doigts déliés de sa mère, la droite sous les fesses, la gauche dans le dos, qui la maintient contre son cœur, est représenté comme un vrai bébé, les proportions justifiant les petites dimensions de sa tête. Il est enveloppé d'un drap rouge pâle qui lui laisse libres le bras et la jambe gauches. Quoique tournant les yeux vers le spectateur, il répond par son attitude au soin affectueux de sa mère. De la main gauche, il saisit au niveau du cou la bordure du capuchon de sa mère, alors que la droite, tendue vers le haut, vient lui soutenir le menton en l'effleurant par le dessous. Sa jambe gauche est repliée vers la poitrine de sa mère, tandis que la droite est tendue. Deux nimbes désignant le caractère saint et sacré des personnages entourent les têtes de la Vierge et l'Enfant, quadrillé pour la mère, rayonnant pour le fils.
Les initiales « MR, DI, IHS, XRS » portées en rouge sur le fond d'or à côté des deux personnages, renvoient au latin « Mater Dei, Jesu Christus », « Mère de Dieu, Jésus Christ ».

## L'origine italo-byzantine

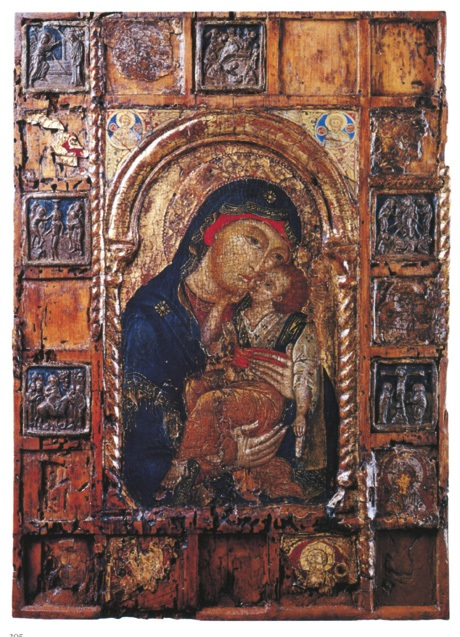
Icône de la Vierge éléousa, Venise, milieu du XIVe siècle

L'icône présente encore des caractéristiques typiques des œuvres de dévotion byzantines, notamment le fond d'or, mais aussi la représentation du corps du Christ, dont la forte carrure et la taille bien trop grande pour un nouveau-né font davantage penser à un homme adulte en miniature qu'à un nourrisson réel.
L'origine italienne de l'œuvre se traduit en revanche par « le modelé plus subtil des visages, le volume des drapés aux plis doux, les inscriptions latines et le travail élaboré de ciselure des auréoles. » Un certain nombre de détails singuliers récurrents dans les différentes versions italiennes de l'icône indiquent que celles-ci proviennent d'une source unique : essentiellement la proximité des visages des deux personnages et leur étreinte, ainsi que la concentration inhabituelle des traits du visage de l'enfant dans une petite partie de sa tête, donnant l'impression d'un front particulièrement allongé.
L'œuvre qui en est à l'origine trouve vraisemblablement sa source en Toscane vers 1300, et a inspiré un très grand nombre de peintures des siècles suivants, tout comme des sculptures florentines des années 1440–1450. La version que constitue la Madone de Cambrai, peut-être de l'école siennoise, a à son tour été largement copiée à travers l'Italie : la Vierge de Tarquinia de Filippo Lippi réalisée en 1447 en est un célèbre exemple.

## Histoire de l'œuvre

### L'arrivée à Cambrai et la légende de l'œuvre
La Vierge de Cambrai est acquise par cardinal Jean Allarmet, qui la lègue à sa mort en 1426 à Rome à son secrétaire Fursy de Bruille, chanoine du chapitre de la cathédrale de Cambrai. De Bruille la rapporte à Cambrai en 1440, la tenant pour une œuvre peinte par saint Luc. À sa mort en 1450, il la lègue à son tour à la cathédrale de Cambrai, où elle est installée en grande pompe dans la Chapelle de la Sainte Trinité le 13 août de l'année suivante, l'avant veille de la fête de l'Assomption. Presque immédiatement, elle devient l'objet d'un fervent pèlerinage, traduisant le goût de l'époque pour les images iconiques — son origine légendaire lui donnant de surcroît des vertus miraculeuses. Une confrérie est fondée en 1453 pour les « soins et la vénération » de la relique, qui est, pour la première fois en 1455, portée en procession à travers la ville lors de l'Assomption, le 15 août.
La légende veut que l’icône ait été secrètement vénérée à Jérusalem pendant les persécutions des chrétiens relatées dans le Nouveau Testament. Elle aurait été offerte à Pulchérie, la fille de l'empereur romain d'Orient Arcadius en 430, et conservée dans une église construite par la sainte à Constantinople, où elle aurait été adorée publiquement au cours des siècles.
À Cambrai, l'œuvre attire des milliers de pèlerins, dont les ducs de Bourgogne Philippe le Bon — qui encourage la culte de l'icône en en commandant plusieurs copies après la Chute de Constantinople, dans l'espoir de susciter une réelle ferveur religieuse pour lancer une nouvelle croisade — et Charles le Téméraire, les rois de France François Ier, Louis XI, qui quitte son royaume pour la voir en 1468, 1477 et 1478, Henri IV et Louis XIV, ainsi que les empereurs  Maximilien Ier et Charles Quint. Fénelon, évêque de Cambrai, célébrait même chaque samedi la messe à son autel.

### Fortune de l'œuvre dans la peinture flamande duXVesiècle

Hayne de Bruxelles, Vierge à l'Enfant, vers 1454-1455,, Nelson-Atkins Museum of Art, Kansas City.
Rogier van der Weyden, Vierge à l'Enfant, vers 1455-1460,, Musée des beaux-arts de Houston. Ce tableau qui est davantage une adaptation libre qu'une copie de la Vierge de Cambrai a pu à son tour inspirer Dieric Bouts.
Dieric Bouts, Vierge à l'Enfant, vers 1455-1460,, Metropolitan Museum of Art.
Quentin Matsys, Vierge à l'Enfant dans un paysage, vers 1520,, Musée Boijmans Van Beuningen

Les Vierges byzantines, et leurs dérivées italiennes, ont été largement utilisées comme prototypes par les Primitifs flamands à partir des années 1420, notamment par Robert Campin et Jan van Eyck. Il s'agit d'une période où le commerce et le désir de piété et de salut, parfois accompagnés de considérations politiques, ont influencé les commanditaires d'œuvres de dévotion. Parmi les peintres qui ont explicitement adapté la Vierge de Cambrai se trouvent Petrus Christus, à qui ont été commandées en 1454 trois copies distinctes de l'icône, Rogier van der Weyden, Dieric Bouts, ou encore Gerard David, qui s'est d'ailleurs vraisemblablement plus inspiré des versions et variantes de Dieric Bouts, que directement de l'icône de Cambrai. En général, les artistes flamands ont cherché à humaniser l'image à travers des dispositifs tels que le prolongement du bras de l'enfant vers sa mère et la représentation de l'enfant d'une manière plus réaliste.
Une première série de copies est probablement liée à la collecte de fonds de Philippe le Bon pour tenter de reprendre Constantinople, ce qui donnerait à l'icône un intérêt aussi bien politique qu'esthétique. L'évêque de Cambrai de 1439 à 1479 était Jean de Bourgogne, son demi-frère illégitime, et en juin 1455, le chapitre de la cathédrale a commandé à Hayne de Bruxelles pour la somme de vingt livres douze copies, dont l'une est vraisemblablement actuellement conservée au Nelson-Atkins Museum of Art de Kansas City. Comme sur la version de van der Weyden conservée au Musée des beaux-arts de Houston, celui-ci interprète librement l'original de Cambrai dans un style flamand plus contemporain : les visages de la Vierge sont d'un type d'Europe du nord, et leurs corps plus complets. Dans ces deux adaptations, le regard de la Vierge a été modifié de façon significative : elle regarde maintenant directement l'enfant et non le spectateur vers l'extérieur.
Les trois copies de Petrus Christus (toutes perdues) ont été commandées par Jean, comte d'Étampes, « garde et conseiller de la cathédrale », qui était à la fois le cousin germain par son père de Philippe le Bon (et neveu de l'évêque), et son beau-fils. Les deux séries de copies pourraient avoir été conçues pour être données aux courtisans, soit pour promouvoir les contributions à la collecte de fonds de Philippe, soit comme récompense offerte à ceux qui avaient déjà contribué. Les trois copies coûtent vingt livres flamandes au comte, alors que les douze du chapitre coûtent seulement un livre chacune, ce qui a suscité de nombreuses discussions parmi les spécialistes.
Une miniature de Simon Bening réalisée vers 1520, et désormais au Musée des beaux-arts de Gand, présente une interprétation du modèle dans un style plus tardif. D'autres copies de différentes périodes, dont certaines appartiennent aux œuvres de commande mentionnées ci-dessus, suivent parfois l'original de façon beaucoup plus exacte. De telles utilisations parallèles de styles sont caractéristiques de cette période : il y avait une industrie considérable pour l'importation en Europe d'icônes à bon marché de l'École crétoise, qui pouvait tout aussi bien fournir en style grec ou latin.

### La Révolution et son  déplacement dans la l'actuelle cathédrale Notre-Dame de Grâce de Cambrai

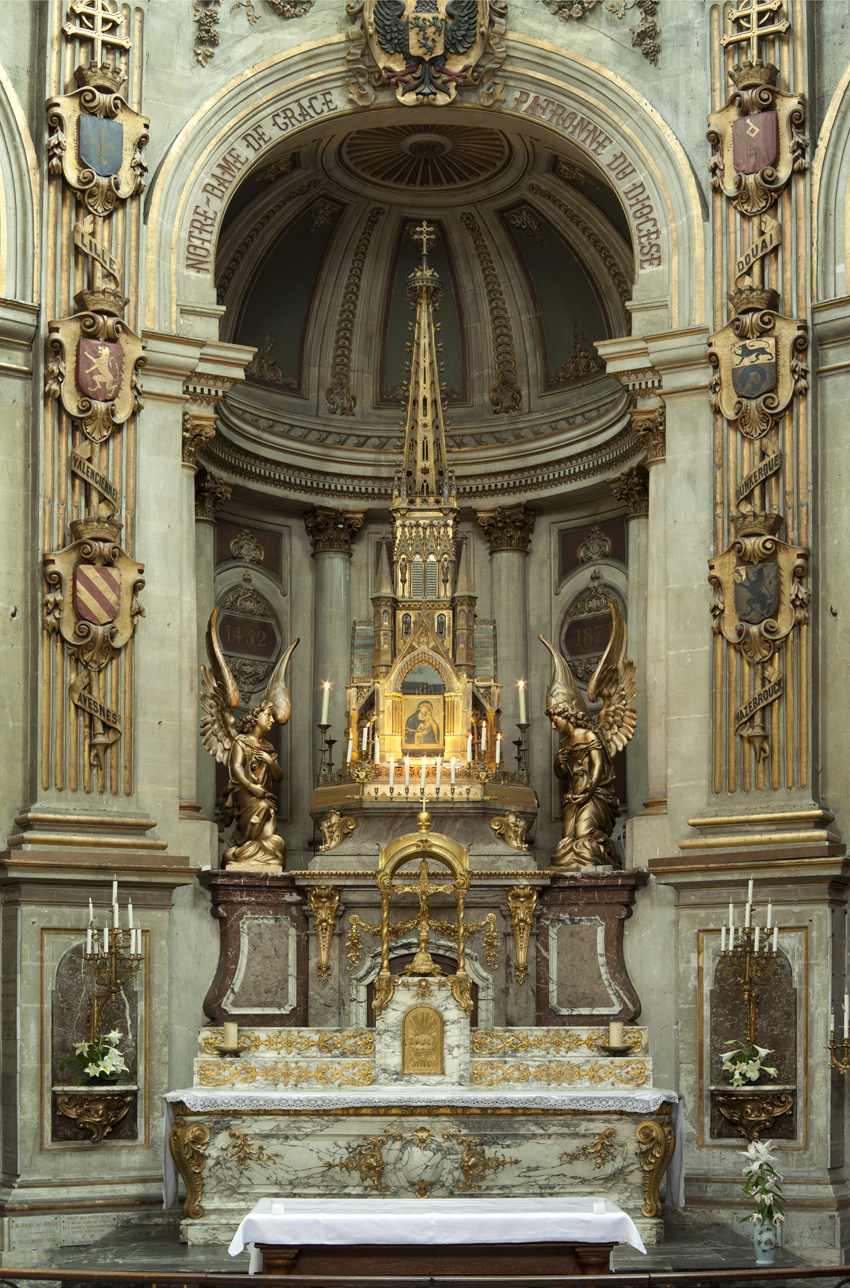
Notre-Dame de Grâce, sainte patronne du diocèse de Cambrai dans la Cathédrale Notre-Dame de Grâce de Cambrai

La cathédrale gothique de Cambrai ayant été désaffectée au cours de la Révolution française, l'icône mariale resta quelque temps à sa place dans l'édifice avant d'être déménagée avec d'autres œuvres d'art dans l'église Saint-Aubert (Actuelle église Saint-Gery). À la suite d'une pétition signée par les paroissiens de l'Eglise St-Sépulcre en 1797, l’icône est alors réinstallée au sein de l'ancienne abbatiale St-Sépulcre, avant même qu'elle ne soit consacrée "Cathédrale Notre-Dame de Grâce" en 1801. Elle est installée dans une armoire-autel située dans une chapelle néo-baroque aménagée à grands frais, et calquée sur celle occidentale de l'ancienne cathédrale. Le 14 mai 1894, elle est solennellement couronnée par le pape Léon XIII.

### Notre-Dame de Grâce et Bernadette Soubirous
Aujourd'hui encore, l'icône Notre-Dame de Grâce continue d'attirer l'attention des fidèles et des touristes, ce qui n'est pas sans rapport avec Bernadette Soubirous, la visionnaire de Lourdes. Celle-ci rejetait à son époque la statue de Joseph-Hugues Fabisch et toutes les autres propositions pour représenter l'image de la « Dame » qui lui était apparue dans la grotte de Massabielle. Mais quand on lui a montré un album contenant des représentations mariales d'époques différentes en lui demandant de désigner celle qui était la plus ressemblante, elle aurait montré une reproduction de l'icône de Cambrai. André Malraux raconte cet épisode à Pablo Picasso, qui saisit alors l'occasion, dans le cadre de son dépassement de la perspective « illusionniste » par le cubisme, de s'intéresser plus étroitement à cette icône en particulier, et à l'art des icônes en général. L'anecdote est restée célèbre et s'est également répandue à Cambrai. Le théologien catholique René Laurentin, qui a consacré sa vie à l'étude des apparitions mariales, réduit cependant cette histoire à son noyau vérifiable, à savoir, que Bernadette aurait montré une icône « de la main de saint Luc », et qu'elle aurait accordé à celle-ci, peut-être en raison de sa pieuse humilité, une certaine ressemblance.
Pour le 550e anniversaire de l'arrivée de l'icône à Cambrai, une copie d'1,57 m de haut a été installée en 2002 à Lourdes, dans le chœur de l'église Sainte-Bernadette érigée en face de la grotte aux apparitions.

## Expositions
L'icône a fait partie de la grande exposition byzantine du Metropolitan Museum of Art de New York en 2004, où elle tenait, selon le rapport du New York Times du 26 mars 2004, la toute première place.

## Traductions
- (en) Cet article est partiellement ou en totalité issu de l’article de Wikipédia en anglais intitulé « Cambrai Madonna » (voir la liste des auteurs).

- (de) Cet article est partiellement ou en totalité issu de l’article de Wikipédia en allemand intitulé « Notre-Dame de Grâce (Ikone) » (voir la liste des auteurs).